# هيوي لونغ (مغني)
هيوي لونغ (بالإنجليزية: Huey Long)‏ هو عازف قيثارة ومغني أمريكي، ولد في 25 أبريل 1904 في تكساس في الولايات المتحدة، وتوفي في 10 يونيو 2009 في هيوستن في الولايات المتحدة.

## وصلات خارجية
- هيوي لونغ على موقع ميوزك برينز (الإنجليزية)
- هيوي لونغ على موقع ديسكوغز (الإنجليزية)